# Château de Stokesay
Le château de Stokesay est un manoir fortifié à Stokesay dans le comté du Shropshire en Angleterre. Il fut construit à la fin du XIIIe siècle par Laurence de Ludlow, alors le plus grand marchand de laine en Angleterre, qui avait pour projet d'en faire une demeure privée sécurisée et d'en générer des revenus immobiliers. Les descendants de Laurence furent propriétaires du château jusqu'au XVIe siècle, à partir de quand il passa aux mains de différents propriétaires privés.
Au moment où éclata la Première Révolution anglaise en 1641, Stokesay était la propriété de William Craven, le premier Comte de Craven et partisan du roi Charles 1er. Après que les efforts de guerre des royalistes se furent effondrés en 1645, les forces parlementaires assiégèrent le château en juin et forcèrent la garnison à se rendre peu après. Le parlement ordonna la destruction de la propriété, mais seuls quelques dégâts mineurs furent infligés aux murs, ce qui permit à Stokesay de continuer à être utilisé comme résidence par la famille Baldwyn jusqu'à la fin du XVIIe siècle.
Au XVIIIe siècle, la famille Baldwyn loua le château pour des activités de productions agricoles et de manufacture. Il tomba en ruine, et l'antiquaire John Britton nota lors de sa visite en 1813 qu'il avait été "abandonné à la négligence et progressait rapidement vers la ruine". Des travaux de restauration furent réalisés dans les années 1830 et les années 1850 par William Craven, deuxième comte de Craven. En 1869, la propriété immobilière de Craven, alors massivement en dette, fut vendue au riche industriel John Derby Allcroft qui finança une autre série d'importants travaux de restauration au cours des années 1870. Ces propriétaires tentèrent tous deux de limiter les modifications apportées aux bâtiments existants lors de leurs travaux de conservation, ce qui était inhabituel à cette époque. Le château devint un endroit populaire pour les touristes et les artistes et fut officiellement ouvert aux visiteurs payants en 1908.

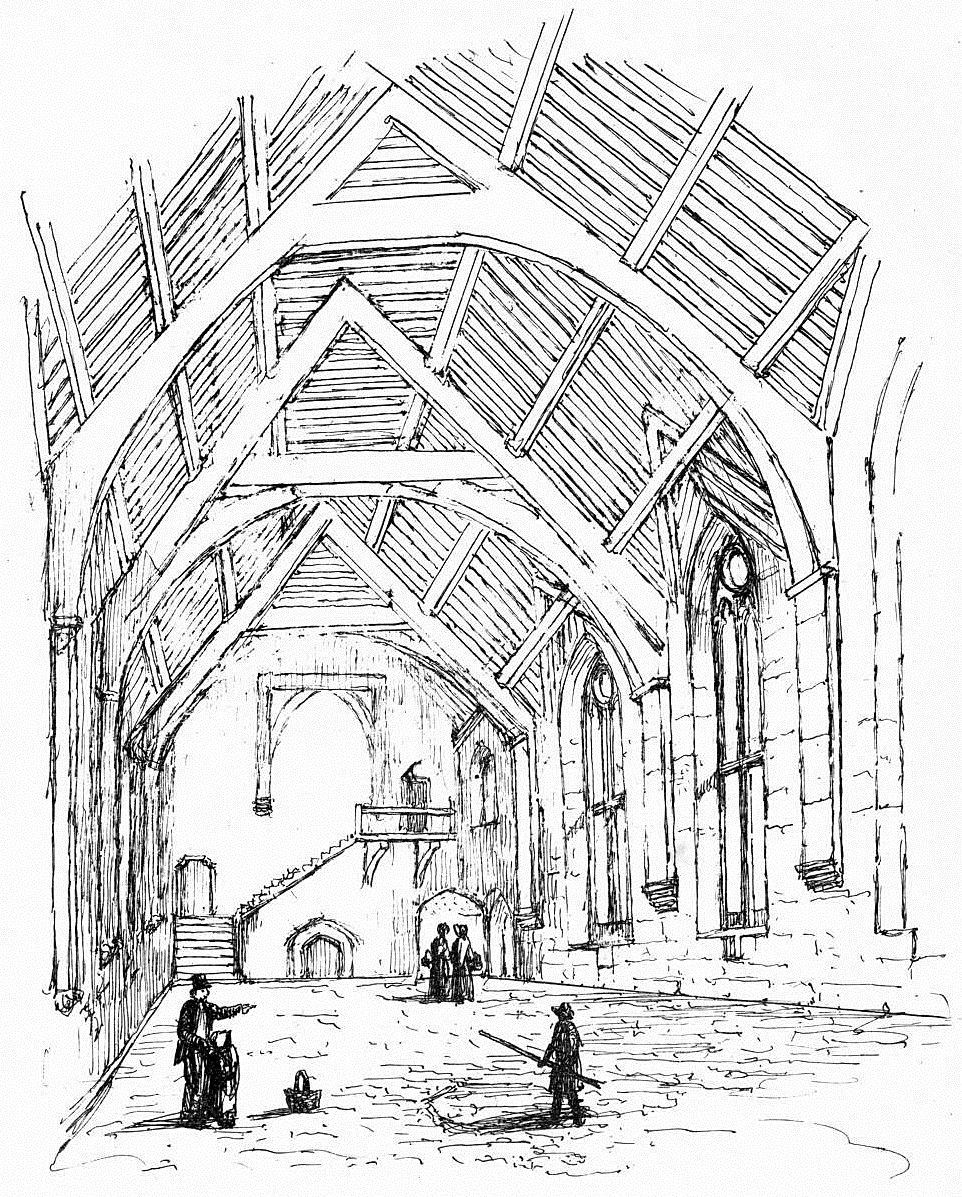
Un croquis de la salle principale château, avec des ouvriers et des visiteurs, par Frances Stackhouse-Acton en 1868

Les descendants d'Allcroft durent cependant faire face à des difficultés financières au début du XXe siècle, et il leur devint de plus en plus difficile de couvrir les coûts d'entretien de Stokesay. En 1986, Jewell Magnus-Allcroft accepta finalement de placer le château de Stokesay sous la tutelle de l'English Heritage, et le château fut finalement légué à l'organisation à sa mort en 1992. L'English Heritage effectua une restauration extensive du château à la fin des années 1980. Au XXIe siècle, le château de Stokesay continue d'être exploité en tant qu'attraction touristique, recevant 39218 visiteurs en 2010.
D'un point de vue architectural, le château de Stokesay est "l'un des manoirs fortifiés médiévaux les mieux conservés d'Angleterre", selon l'historien anglais Henry Summerson. Le château comprend un mur d'enceinte entouré de douves, avec une entrée par l'intermédiaire d'un corps de garde du XVIIe siècle constitué d'une charpente en bois de chêne et de plâtre. À l'intérieur, la cour fait face à un hall central en pierre protégé par deux tours en pierre. Le hall dispose d'un plafond en bois du XIIIe siècle à poutres apparentes, ainsi que de figures sculptées du XVIIe siècle de style flamand ornant le corps de garde. Le château n'a jamais vraiment été destiné à être une fortification militaire, mais son style était destiné à évoquer les châteaux beaucoup plus vastes construits par Édouard Ier dans le nord du pays de Galles. Conçu à l'origine comme une demeure prestigieuse, sure et confortable, le château a très peu changé depuis le XIIe siècle et est l'un des rares vestiges d'ensemble complet de bâtiments médiévaux en Angleterre. L'English Heritage a décidé de minimiser la quantité de contenu interprétatif au sein de la propriété et a en conséquence gardé le château en grande partie non meublé.

## Histoire

### XIIIe–XVesiècles

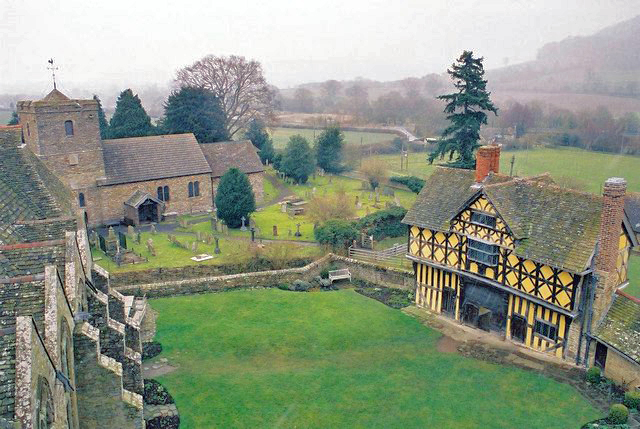
La cour, avec la tour sud du XIIIe siècle et bloc solaire (l), la chapelle (c) et la guérite en bois et plâtre du XVIIe siècle (r)

Le château de Stokesay fut construit entre 1280 et 1290 dans le village de Stokesay par Laurence de Ludlow, un très riche marchand de laine. Stokesay prend son nom du mot anglo-saxon stoches, signifiant ferme à bétail, et du nom de la famille de Say, qui avait occupé les lieux depuis le début du XIIe siècle. En 1241, Hugues de Say vend Stokesay à Jean de Verdon, puis Jean part pour la Huitième Croisade en 1270, et hypothèque la terre avec un bail à vie à Philippe de Whichcote. John meurt en 1274, laissant ses droits de propriété à son fils, Théobald.
Laurence acheta Stokesay à Theobald et Philippe en 1281, peut-être pour environ 266 livres, ce qu'il aurait pu facilement se permettre, grâce à sa fortune acquise dans le commerce de la laine. Laurence exportait la laine à partir des Marches Galloises, voyageant à travers l'Europe pour négocier les ventes et maintenait des bureaux à Shrewsbury et à Londres. Il était devenu le plus important marchand de laine en Angleterre, aidait à définir les politiques gouvernementales en matière de commerce et prêtait de l'argent à la haute noblesse. Le château de Stokesay formait ainsi pour Laurence une demeure sécurisée, bien placée à proximité des autres opérations de l'entreprise dans la région. Il fut également conçu pour être utilisé comme un investissement immobilier rapportant environ 26 livres par an, avec ses 49 hectares (120 acres) de terres agricoles, ses 2,4 hectares (6 acres) de prairies, une étendue de forêt, ses moulins à eau et son pigeonnier.
Les travaux du château commencèrent après 1285, et Laurence emménagea dans sa nouvelle propriété au début des années 1290. Nigel Pounds décrit le château comme "à la fois prétentieux et confortable", initialement composé d'un logement et d'une tour au nord. En 1291, Laurence reçut la permission du roi de fortifier son château - au moyen d'un document appelé "permis de créneler" - et il semble qu'il eût utilisé ce pouvoir pour construire la tour sud, qui avait une apparence particulièrement martiale et fut ajoutée au château peu de temps après.
En novembre 1294, Laurence se noya au large du sud de l'Angleterre et il se peut que son fils, William, termina certains des derniers travaux sur Stokesay. Ses descendants, qui prirent le nom de Ludlow, contrôlèrent du château de Stokesay jusqu'à la fin du XVe siècle, période à laquelle il passa dans la famille Vernon par mariage.

### XVIe–XVIIesiècles
Le château de Stokesay fut transmis par Thomas Vernon à son petit-fils Henry Vernon en 1563. La famille entretenait alors l'espoir de devenir membres de la pairie et, probablement en conséquence, la propriété commença pour la première fois à être régulièrement appelée un "château" au cours de cette période. Henry partagea son temps entre Londres et Stokesay, logeant probablement dans la tour nord. Henry qui s'était porté caution pour la dette d'un associé fut poursuivi par la justice alors quand celui-ci fit défaut il s'ensuivit une période d'emprisonnement dans la prison de Fleet. En 1598, il vendit le château pour 6000 livres pour rembourser ses propres dettes. Le nouveau propriétaire, George Mainwaring, vendit à nouveau la propriété en 1620 par l'intermédiaire d'un consortium d'investisseurs à la riche veuve d'un ancien maire de Londres, Elizabeth Craven pour 13500 livres. Le domaine de Stokesay prit alors de la valeur, portant les revenus générés à plus de 300 livres par an.
Le fils d'Elizabeth, William, passa peu de temps à Stokesay et à partir des années 1640, loua le château à Charles Baldwyn et son fils, Samuel. Il reconstruisit le corps de garde entre 1640 et 1641 pour un coût d'environ 533 livres. En 1643, la première Révolution anglaise engendra une guerre civile entre les partisans du roi Charles Ier et le Parlement d'Angleterre. Partisan royaliste, William passa ces années de guerre à la cour d'Elizabeth Stuart à la Haye et donna d'importantes sommes d'argent au roi pour soutenir l'effort de guerre. William installa également une garnison dans le château, où les Baldwin furent également des soutiens à la cause royaliste, et, alors que le conflit progressait, le comté de Shropshire soutint de plus en plus la cause royaliste. En dépit de cela, vers la fin de 1644, des bandes d'autodéfense locales (les clubmen) se levèrent dans le Shropshire, se plaignant des activités des forces royalistes dans la région, et exigeant, entre autres choses, le retrait de la garnison du château de Stokesay.

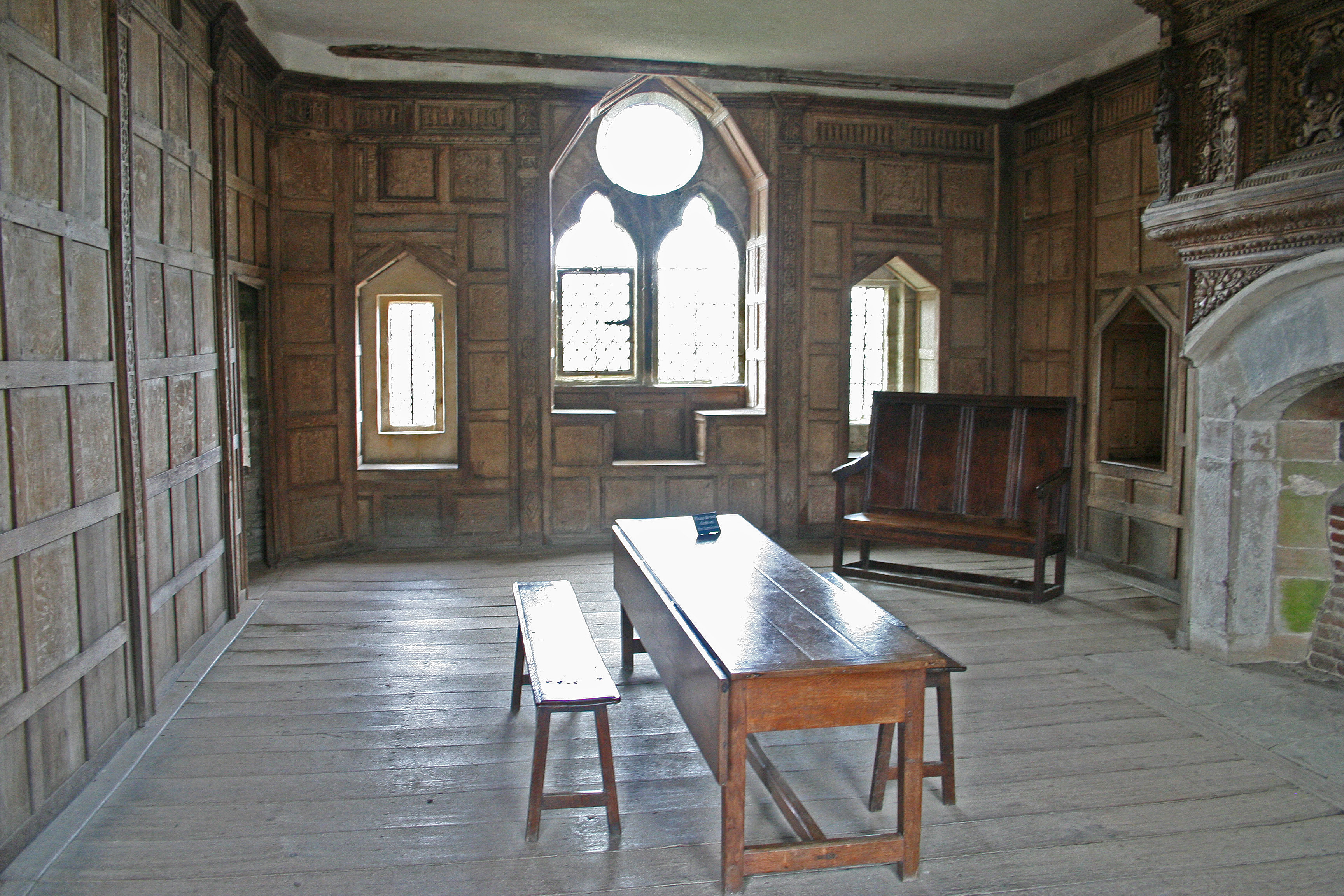
La salle, avec des panneaux de bois du XVIIe siècle

Au début de 1645, la guerre avait tourné de façon décisive contre le roi, et en février, les forces parlementaires s'emparèrent de la ville de Shrewsbury. Ceci exposa le reste de la région aux attaques, et, en juin, une force de 800 soldats parlementaires marcha vers le sud en direction de Ludlow, attaquant Stokesay en route. La garnison royaliste, dirigée par le capitaine Daurett, fut largement dépassée en nombre et il aurait été impossible pour celle-ci de défendre efficacement le nouveau corps de garde qui était essentiellement ornemental. Néanmoins, les deux parties respectèrent les protocoles de guerre de l'époque, ce qui aboutit à une victoire sans effusion de sang pour les forces parlementaires : les assiégeants exigèrent la capitulation de la garnison, ce que la garnison refusa dans un premier temps, puis accepta après une seconde demande, lui permettant d'abandonner du château avec dignité.
Peu de temps après, le 9 juin, une force royaliste dirigée par Michael Woodhouse tenta de récupérer le château occupé par le Parlement. La contre-attaque échoua et se termina par la déroute des forces royalistes lors d'une escarmouche dans le village voisin de Wistanstow.
Contrairement à de nombreux châteaux en Angleterre qui furent délibérément sérieusement endommagés, ou purement et simplement détruits, pour rendre leur utilisation militaire impossible, Stokesay n'eut pas à subir d'importants dommages après la guerre. Le Parlement mit sous séquestre la propriété de William et ordonna la destruction du château en 1647, mais se contenta simplement de démolir la courtine du château, laissant le reste du complexe intact. Samuel revint à Stokesay en 1649, pour louer le château pendant les années du Commonwealth, et mettre en place des panneaux de bois et de nouvelles fenêtres dans certaines parties de la propriété. Avec la restauration de Charles II sur le trône en 1660, les terres de William lui furent rendues, et les Baldwyns continuèrent de lui louer le château de Stokesay.

### XVIIIe–XIXesiècles
Au cours du XVIIIe siècle, le château de Stokesay continua à être loué par la famille Baldwyn, bien que ceux-ci sous-louèrent la propriété à plusieurs locataires: à ce moment Stokesay cessa d’être habité. Les deux bâtiments en bois et en plâtre construits sur les côtés du hall furent démolis autour de 1800, et au début du XIXe siècle, le château n'était plus utilisé que pour le stockage du grain et des activités de manufacture, telle que la fabrique de barils, la frappe de monnaie et la forge.
Le château commença alors à se détériorer, si bien que l'antiquaire John Britton nota lors de sa visite en 1813 que le château avait été "abandonné à la négligence, et progresse rapidement vers la ruine : les vitres sont détruites, les plafonds et les planchers sont affaissés, et les pluies ruissellent à travers l'ouverture du toit sur les murs moisis". La forge dans le sous-sol de la tour sud entraîna un incendie en 1830 et causa des dégâts considérables au château, éventrant la tour sud. Une importante détérioration dans les fondations de la charpente à courbe du toit du château constituait une menace particulière pour le hall, du fait ce toit en commençait à pousser les murs.
Des travaux de restauration furent réalisés dans les années 1830 par William Craven, Comte de Craven. Ces travaux furent une tentative délibérée de conserver le bâtiment existant, plutôt que de le reconstruire, ce qui constituait une approche très inhabituelle pour l'époque. En 1845, les contreforts en pierre et les piliers furent ajoutés pour soutenir certaines parties du hall et de son toit. Une recherche historique de Thomas Turner fut publiée en 1851, retraçant l'histoire du château. Frances Stackhouse Acton, un propriétaire terrien de la région, fut pris d'un vif intérêt pour le château, et, en 1853, convaincu William de mener, sous sa supervision, d'autres travaux de réparation dans le château pour un coût de 103 livres.
En 1869, le domaine Craven, d'une superficie de 2 100 ha (5 200 acres) mais désormais fortement hypothéquée, fut rachetée par John Derby Allcroft pour 215 000 livres. Allcroft était le dirigeant de Dents, un importante société de fabrication de gants grâce à laquelle il était devenu extrêmement riche. Le domaine incluait le château de Stokesay, sur lequel à partir de 1875 Allcroft entreprit d'importants travaux de restauration qui s'étalèrent sur plusieurs années. Stokesay avait sérieusement besoin de réparations : l'écrivain Henry James en visite en 1877 nota que la propriété était dans "un état d'extrême délabrement".
Allcroft tenta alors ce que l'archéologue Gill Chitty décrivit comme un plan de travail «simple et non affecté», qui visait à éviter une intervention excessive. Il peut avoir été influencé par les écrits contemporains du vicaire local, le révérend James La Touche, qui avait pris une approche quelque peu romancée de l'analyse de l'histoire et de l'architecture du château. Le château était devenu un spectacle populaire pour les touristes et les artistes dans les années 1870 et le corps de garde fut réaménagé pour de former une maison de gardien afin de surveiller la propriété. Après ces travaux, le château était à nouveau en bon état vers la fin des années 1880.

### XXe–XXIesiècles

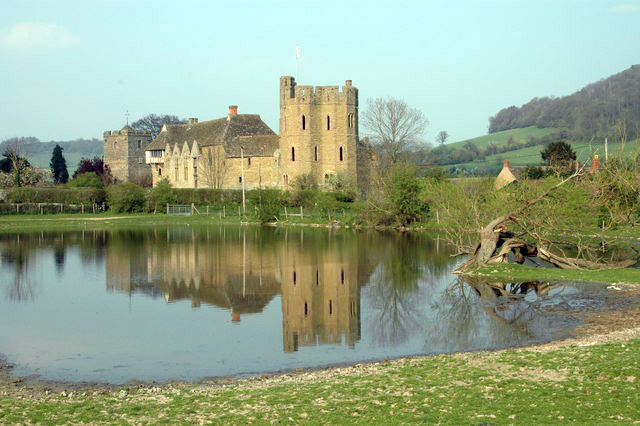
La tour sud et la demeure principale se reflétant dans l'étang du château.

Des réparations supplémentaires du château de Stokesay furent nécessaires en 1902, et réalisées par l'héritier d'Allcroft, Hebert, avec l'aide de la Société pour la Protection des Bâtiments Anciens. La famille Allcroft dut faire face à des difficultés financières croissantes au cours du XXe siècle et le château fut officiellement ouvert aux visiteurs en 1908. La majeure partie de ces revenus furent réinvestis dans la propriété, mais les fonds collectés en vue des réparations se montrèrent insuffisants. Dans les années 1930 le domaine Allcroft fut plongé dans de graves difficultés financières et le paiement des frais de deux successions en 1946 et 1950 s'ajouta aux problèmes de la famille.
En dépit d'un nombre considérable de visiteurs - plus de 16 000 en 1955 - il fut de plus en plus difficile de maintenir le château en état, et des appels leur furent lancés pour que l'État prenne en charge la propriété. Pendant plusieurs décennies, les propriétaires, Philippe et Jewell Magnus-Allcroft, déclinèrent ces propositions et continuèrent de diriger le château privé. En 1986, Jewell accepta finalement de placer le château de Stokesay sous la protection de l'English Heritage, et le château fut laissé à l'organisation à sa mort en 1992.
Le château fut transmis à l'English Heritage en grande partie vide, contenant peu de matériels explicatifs et nécessitant une nouvelle campagne de restauration. Plusieurs options furent discutées pour faire avancer les travaux, comme par exemple une restauration du château en vue de le faire ressembler à une période particulière de son histoire; une restauration impliquant des approches interactives telles que «l'histoire vivante» pour communiquer le contexte historique aux visiteurs; ou encore utilisant le site pour montrer les techniques de restauration utilisées à différentes périodes. Ces options furent toutes rejetées en faveur d'une approche visant à minimiser toute intervention physique au cours de la restauration et à préserver les bâtiments dans l'état où ils furent transmis à l'English Heritage, y compris ses intérieurs non meublés. L'archéologue Gill Chitty décrivit cette approche comme encourageant les visiteurs à faire une « découverte personnelle du sens des relations et des événements historiques » autour du château. Pourtant, à l'encontre de ces décisions, un vaste programme de travaux de restauration fut réalisé d'août 1986 à décembre 1989.
Au XXIe siècle, le château de Stokesay continue d'être exploité par l'English Heritage en tant qu'attraction touristique, recevant 39 218 visiteurs en 2010. British Airways, en collaboration avec l'English Heritage, a nommé l'un de ses derniers avions Boeing 757 Stokesay Castle en 2010 pour son dernier mois de vol. Le château est protégé par la loi du Royaume-Uni comme bâtiment classé Grade I.

## Architecture

### Structure

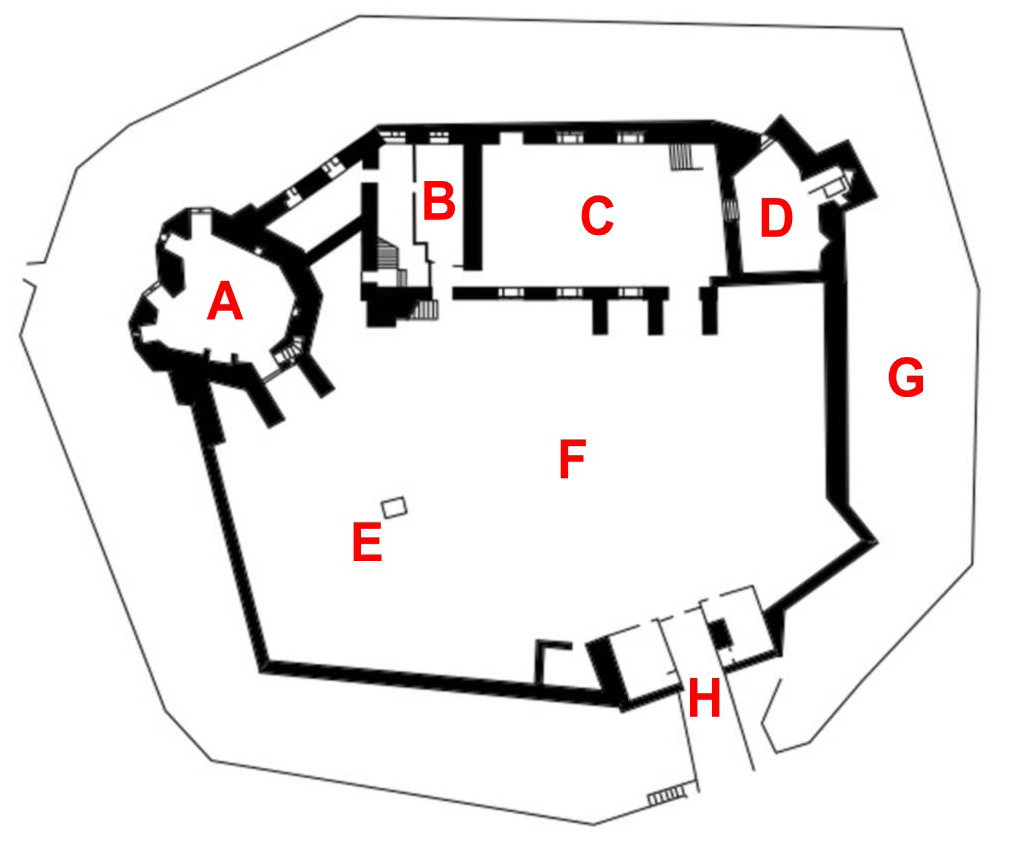
Plan du château de Stokesay: A - tour sud; B - bloque solaire; C - hall; D - tour nord; E - puits; F - cour; G - fossé; H - corps de garde

Le château de Stokesay fut construit sur une parcelle légèrement rehaussée dans le bassin de la rivière Onny. Il prit la forme d'un structure radiale et d'un hall attaché à une tour au nord et une au sud. Cette combinaison de hall et de tours n'était pas rare dans l'Angleterre du XIIIe siècle, en particulier dans le nord de l'Angleterre. Un courtine crénelée détruite au XVIIe siècle, entourée d'une cour, avec une maison de gardien - probablement à l'origine construite en pierre, et reconstruite en bois et en plâtre, vers 1640 - contrôlait l'entrée. Le mur aurait mesuré près de 10 mètres (34 pieds) de haut à partir de la base de la douve. La cour, mesurant environ 46 mètres (150 pieds) par 38 mètres (125 pieds), comportait des bâtiments supplémentaires au cours de l'histoire du château, probablement une cuisine, un fournil et des réserves, qui furent démolis autour de 1800.